# 赫里德瓦尔县

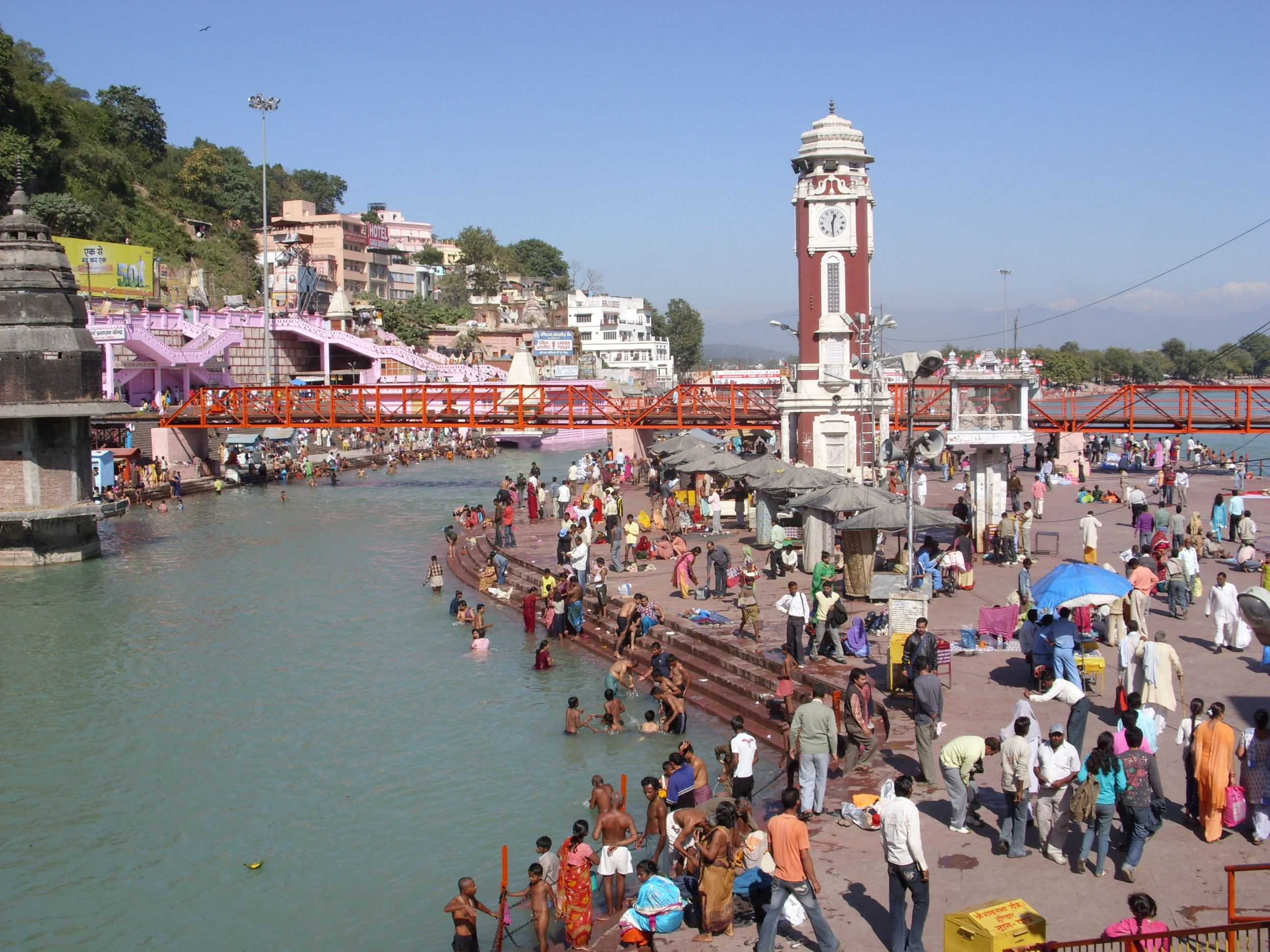

赫里德瓦尔县（英語：Haridwar district）是印度的一個縣，位於該國北部，由北阿坎德邦負責管轄，面積2,360平方公里，海拔高度249米，2001年人口1,447,187，人口密度每平方公里613人。

## 外部連結
- The Official Website of District Haridwar.（页面存档备份，存于）
- Photos of Haridwar, 1280x960, published by the author（页面存档备份，存于）